# Fotbalový Klub Jablonec
El Fotbalový klub Jablonec es un club de fútbol checo de la ciudad de Jablonec nad Nisou. Fue fundado en 1945 y juega en la Gambrinus Liga.

## Historia
El Jablonec disputó su primera temporada en la máxima categoría en 1974/75, en la que se mantuvo durante 2 temporadas hasta su descenso en 1976, siendo su última participación en la Primera División de Checoslovaquia.
No fue hasta la temporada de 1994 que retornaron a la máxima categoría, pero esta vez en la República Checa y dos años después quedaron en tercer lugar de la Gambrinus liga.
Debido a esto, clasificaron por primera vez a una competición europea, la UEFA Cup de 1997/98, en la que obtuvieron dos victorias y dos empates, aparte de que en esa temporada ganaron la Copa de la República Checa por primera vez y con ello clasificaron para jugar en la Recopa de Europa de fútbol de 1998/99.
En la temporada 2006/07 alcanzaron la final de la Copa de la República Checa, y pese a perder la final clasificaron para la UEFA Cup del 2007/08 debido a que el campeón de la copa (AC Sparta Praga) clasificó a la UEFA Champions League en ese año.
En la temporada 2009/10 fueron la sorpresa de la temporada tras quedar subcampeones de liga solo un punto por detrás del campeón AC Sparta Praga y clasificando para la UEFA Europa League, y al año siguiente quedaron terceros, clasificando de nuevo para la UEFA Europa League gracias a su goleador David Lafata, quien anotó 19 goles en esa temporada.
En el 2011/12 Lafata anotó 25 goles y volvió a ganar el título de goleo, pero el Jablonec terminó octavo.

## Cambios de Nombre
- 1945 — ČSK Jablonec nad Nisou (Český sportovní klub Jablonec nad Nisou)
- 1948 — SK Jablonec nad Nisou (Sportovní klub Jablonec nad Nisou)
- 1955 — Sokol Preciosa Jablonec nad Nisou
- 1960 — TJ Jiskra Jablonec nad Nisou (Tělovýchovná jednota Jiskra Jablonec nad Nisou)
- 1963 — TJ LIAZ Jablonec nad Nisou (Tělovýchovná jednota Liberecké automobilové závody Jablonec nad Nisou)
- 1993 — TJ Sklobižu Jablonec nad Nisou (Tělovýchovná jednota Sklobižu Jablonec nad Nisou)
- 1994 — FK Jablonec nad Nisou (Fotbalový klub Jablonec nad Nisou)
- 1998 — FK Jablonec 97 (Fotbalový klub Jablonec 97)
- 2008 — FK Baumit Jablonec (Fotbalový klub BAUMIT Jablonec)
- 2014 — FK Jablonec (Fotbalový klub Jablonec)

## Palmarés

### Torneos nacionales
- Copa de la República Checa (2): 1998, 2013
- Czech 2. Liga (1): 1994
- Supercopa de la República Checa (1): 2013

## Participación en competiciones de la UEFA
| Temporada | Torneo                        | Ronda             | Club                | Casa | Visita | Global      |
| --------- | ----------------------------- | ----------------- | ------------------- | ---- | ------ | ----------- |
| 1997–98   | UEFA Cup                      | 1ª Clasificatoria | Qarabag             | 5–0  | 3–0    | 8–0         |
| 1997–98   | UEFA Cup                      | 2ª Clasificatoria | Örebro SK           | 1–1  | 0–0    | 1–1         |
| 1998–99   | UEFA Cup Winners' Cup         | 1                 | Apollon Limassol    | 2–1  | 1–2    | 3–3 (3–4 p) |
| 2007–08   | UEFA Cup                      | 2ª Clasificatoria | Austria Wien        | 1–1  | 3–4    | 4–5         |
| 2010–11   | UEFA Europa League            | 3ª Clasificatoria | APOEL               | 1–3  | 0–1    | 1–4         |
| 2011–12   | UEFA Europa League            | 2ª Clasificatoria | KS Flamurtari Vlore | 5–1  | 2–0    | 7–1         |
| 2011–12   | UEFA Europa League            | 3ª Clasificatoria | AZ                  | 1–1  | 0–2    | 1–3         |
| 2013–14   | UEFA Europa League            | 3ª Clasificatoria | Strømsgodset        | 2–1  | 3–1    | 5–2         |
| 2013–14   | UEFA Europa League            | Playoff           | Real Betis          | 1–2  | 0–6    | 1–8         |
| 2015–16   | UEFA Europa League            | 3ª Clasificatoria | Copenhague          | 0–1  | 3–2    | 3–3         |
| 2015–16   | UEFA Europa League            | Playoff           | Ajax                | 0–0  | 0–1    | 0–1         |
| 2018–19   | UEFA Europa League            | Grupo K           | Rennes              | 0–1  | 1–2    | 4º Lugar    |
| 2018–19   | UEFA Europa League            | Grupo K           | Dynamo Kiev         | 2–2  | 1–0    | 4º Lugar    |
| 2018–19   | UEFA Europa League            | Grupo K           | Astana              | 1–1  | 1–2    | 4º Lugar    |
| 2019–20   | UEFA Europa League            | 2 Clasificatoria  | Pyunik              | 0–0  | 1–2    | 1–2         |
| 2020–21   | UEFA Europa League            | 2 Clasificatoria  | DAC Dunajská Streda | –    | 3–5    | 3–5 (t. s.) |
| 2021–22   | UEFA Europa League            | 3 Clasificatoria  | Celtic              | 2–4  | 0–3    | 2–7         |
| 2021–22   | UEFA Europa Conference League | Play-off          | Žilina              | 5–1  | 3–0    | 8–1         |
| 2021–22   | UEFA Europa Conference League | Grupo D           | CFR Cluj            | 1–0  | 0–2    | 3º Lugar    |
| 2021–22   | UEFA Europa Conference League | Grupo D           | AZ                  | 1–1  | 0–1    | 3º Lugar    |
| 2021–22   | UEFA Europa Conference League | Grupo D           | Randers             | 2–2  | 2–2    | 3º Lugar    |